# ネリウス・セロン
ネリウス・セロン（Nelius Theron、1997年1月29日 - ）は、ナミビアのラグビーユニオン選手。

## プロフィール
- ナミビア・ウィントフック出身[1]。
- ポジションはプロップ(PR)。
- 身長 186cm、体重 111kg
- U20ナミビア代表に選ばれたことがある[2]。
- ナミビア代表キャップは7（2025年4月現在）でラグビーワールドカップ2019のナミビア代表に選ばれた[3]。

## 略歴
ウェルウィッチアスを経て、2018年、レパーズに加入。